# Ludwig Müller (calciatore)
Ludwig Müller (Haßfurt, 25 agosto 1941 – Haßfurt, 24 giugno 2021) è stato un calciatore tedesco.
Difensore, vinse la Bundesliga per tre volte: con il Norimberga nel 1967-1968 e con il Borussia Mönchengladbach nel 1969-1970 e nel 1970-1971.
Dal 1964 al 1975 furono 314 le sue presenze e 26 i suoi gol in Bundesliga.

## Carriera

### Club

#### Hassfurt (1950-1964)
Ludwig Müller cominciò a giocare a calcio nella Bassa Franconia, nel settore giovanile dell'Hassfurt. A vent'anni conobbe insieme alla sua squadra la promozione nella Zweite Liga Süd. In due stagioni (1961-1962 e 1962-1963) acquisì una buona esperienza nella seconda divisione. Nel 1963-1964, con la riforma del campionato tedesco di calcio, giocò nella neo-costituita Bundesliga, precisamente nella lega di Baviera, sempre con la maglia dell'Hassfurt. All'epoca le leghe regionali erano direttamente subordinate alla Bundesliga o lega federale. Nell'estate 1964 fu acquistato dal Club-Präsidium di Norimberga.

#### Norimberga (1964-1969)
L'ambizioso difensore iniziò la sua carriera in Bundsliga con il Norimberga del nuovo tecnico Gunther Baumann, che aveva rilevato Herbert Widmayer il 1º novembre 1963. Nella stagione 1964-1965 la squadra bavarese ottenne il sesto posto in classifica e Luggi totalizzò 28 presenze, formando insieme allo stopper Ferdinand Wenauer la coppia di difesa titolare. Dal 3 gennaio 1967 l'allenatore era Max Merkel, che nel 1966-1967 guidò la compagine del Norimberga al decimo posto. Ludwig Müller collezionò 27 presenze.
Nel 1967-1968 Merkel riuscì a traghettare la squadra verso il successo finale in Bundesliga, con una cavalcata in cui Müller si distinse come roccioso difensore titolare, avendo raccolto 37 presenze. L'attacco del Norimberga, composto da Zvedzan Cebinac, Heinz Strehl, Franz Brungs, August Starek e Georg Volkert fu l'artefice principale di una stagione molto fruttuosa, che conobbe l'apice con la netta vittoria per 7-3 contro il Bayern Monaco. Müller giocò titolare (33 presenze).
Nell'annata successiva (1968-1969) Merkel mise mano ad un radicale rinnovamento del parco giocatori, ma alla fine la squadra retrocesse clamorosamente in seconda divisione da campione in carica. La discesa divenne ufficiale il 7 giugno 1969 dopo la sconfitta per 3-0 contro il Colonia. Ludwig Müller aveva totalizzato 136 presenze e 10 reti con la squadra tra il 1964 e il 1969.

#### Borussia Mönchengladbach (1969-1972)
Nell'estate 1969 Müller fu ingaggiato dal Borussia Mönchengladbach di Hennes Weisweiler, che volle in squadra anche un altro difensore, Klaus-Dieter Sieloff dello Stoccarda. Nel 1969-1970 e nel 1970-1971 per il Gladbach arrivarono due titoli nazionali, ottenuti grazie ad un gioco offensivo e spettacolare, ma anche grazie ad una difesa solida. In entrambe le annate Müller scese in campo complessivamente 67 volte.
Il 4 novembre 1970 la compagine di Weisweiler affrontò l'Everton a Goodison Park negli ottavi di finale della Coppa dei Campioni, di fronte a 45.000 spettatori. Dopo l'1-1 dei tempi supplementari, ai rigori l'errore di Luggi al quinto tiro fu decisivo per il passaggio del turno da parte degli inglesi. Müller era presente anche nella celebre Partita della lattina, l'incontro tra il Borussia neo-campione di Germania e i campioni d'Italia dell'Inter nella gara di andata degli ottavi di finale dell'edizione 1971-1972 della Coppa dei Campioni, giocata il 20 ottobre 1971 a Mönchengladbach. Il 7-1 finale in favore dei tedeschi fu annullato dalla decisione dell'UEFA, poiché l'attaccante dell'Inter Roberto Boninsegna era stato colpito da una lattina proveniente dagli spalti. La ripetizione del match, disposta per il 1º dicembre a Berlino, terminò con la vittoria degli italiani per 4-2 e vide il serio infortunio di Müller, costretto a restare inattivo per 9 mesi dopo uno scontro con Boninsegna occorso all'89º minuto. Il difensore riuscì, dunque, a collezionare appena 14 presenze e 3 reti nella stagione 1970-1971.
In vista della stagione campionato 1971-1972, a causa dell'ascesa di difensori quali Rainer Bonhof, Bleidick, Rosenthal, Sieloff, Surau, Berti Vogts e Hans-Jürgen Wittkamp, Müller decise di trasferirsi all'Hertha Berlino per trovare maggiore spazio.
Lasciò il club con un bilancio di 82 presenze e 6 gol in Bundesliga.

#### Hertha Berlino (1972-1975)
Il 7 ottobre 1972 debuttò con l'Hertha in occasione di un pareggio per 1-1 contro il Werder Brema. Con Erich Beer e Lorenz Horr formò l'ossatura del reparto arretrato della formazione berlinese, con cui totalizzò 97 presenze e 10 gol in Bundesliga. Nella sua ultima partita da professionista, il 14 giugno 1975 contro il Bochum all'Olympiastadion, trasformò in gol un calcio di rigore che fissò il risultato sul 3-0.

### Nazionale (1965-1969)
Esordì con la Germania il 25 maggio 1965 a Friburgo contro l'Inghilterra. Durante la partita, vinta per 1 a 0, il difensore guardò le spalle agli attaccanti Siegfried Held, Johannes Löhr e Horst Wild. Dopo aver vinto il campionato tedesco del 1968, giocò con la nazionale, sotto la guida del tecnico Helmut Schön.
Durante gli incontri contro Inghilterra e Brasile del 1 e 16 giugno del 1968, costituì, con Klaus Fichtel e Wolfgang Weber, la linea di difesa tedesca; i due successi, 1 a 0 e 2 a 1, portarono il terzetto alla notorietà. Nel girone dei Club 1968/69, il trio ebbe occasione di giocare insieme ancora tre partite in nazionale.
Non è facile capire perché nel corso dei campionati del 1970 e 1971, Ludwig Müller sia stato convocato solo una volta da Mönchengladbach, in occasione della partita contro la Bulgaria a Sofia il 24 settembre del 1969.
La nazionale tedesca contava, in occasione del Campionato del mondo 1970 numerosi titolari fissi, quali Willi Schulz e Karl-Heinz Schnellinger, Wolfgang Weber e Klaus Fichtel, o Könner e Franz Beckenbauer, che giocava libero nel Bayern Monaco. Per il coriaceo stopper Ludwig Müller, non c'era semplicemente più posto nella formazione tedesca di Messico 1970.

## Palmarès

### Club

#### Competizioni nazionali
- Campionato tedesco: 3

Norimberga: 1967-1968
Borussia Monchengladbach: 1969-1970, 1970-1971

#### Competizioni internazionali
- Coppa Piano Karl Rappan: 1

Hertha Berlino: 1973